# Luis Urrengoechea
Luis Urrengoechea y Aguirre (Amorebieta-Echano, Vizcaya, 1879 - ? ) fue un político español de ideología izquierdista, progresista, nacionalista e independentista vasco, siendo uno de los creadores y fundadores del primer partido abertzale de izquierdas Eusko Abertzale Ekintza - Acción Nacionalista Vasca (EAE-ANV).
Desde temprana edad destacó como líder del grupo de los nacionalistas hasta el punto de convertirse en el primer presidente de la Sociedad de Juventud Vasca. Esta agrupación fue precedida por Urrengoetxea en 1904, fecha en la cual fue conformada por 400 miembros vascos.
Su residencia familiar sirvió de refugio para muchos de los miembros de la Acción Nacionalista Vasca durante la Guerra civil.

## Biografía
Abogado y propietario de fincas rústicas en la comarca del Duranguesado, en la que fue una personalidad influyente, en los primeros años del siglo XX fue un destacado dirigente del Partido Nacionalista Vasco, «una especie de Arana-Goiri» para Arriandiaga («Joala»). Sin embargo, entre 1905-1906 se distanció de la dirección del PNV y se acercó al sector de los euskalerriacos de Landeta y el semanario «Euskalduna». En 1907, siendo concejal de Bilbao puso su cargo a disposición de su partido por discrepancias con la dirección del mismo.
Fue alcalde nacionalista de Amorebieta, de donde era originario y residía, durante el período 1914-1916. A continuación fue diputado provincial desde 1917 a 1919, donde ejerció desde la Diputación Foral de Vizcaya. En calidad de tal asistió a la Asamblea de Diputaciones celebradas en Vitoria el 16 de julio de 1917, a la Comisión de Fueros tenida en Donostia el 13 de agosto del mismo año y a la Conferencia de las Diputaciones de Vitoria el 19 de noviembre de 1918. Al acceder Ramón de la Sota a la Presidencia de la Diputación de Vizcaya en 1917, Urrengoetxea fue presidente de la Junta de Instrucción pública.
Representó a Vizcaya en el grupo que informó sobre "el problema vasco" a la comisión dictaminadora del proyecto de autonomía de 1918-1919 (comisión extraordinaria del gabinete Romanones).
Participante en la Asamblea de Bergara de 1930, fue uno de los promotores de ANV, miembro del CEN y firmante del Manifiesto de San Andrés. Su visión sobre la política nacional ese año crucial se concretiza en las frases que pronunció en su entrevista a «Frente» (3, 18-10-1930): «el nacionalismo no puede ser ni comunión ni partido; debe ser algo más es una aspiración nacionalista que debe abarcar a todos los vascos, que pudiera denominarse acción nacionalista vasca».
En 1931 se presentó, sin éxito, a diputado en las Cortes por Vizcaya. Murió en la postguerra en Bilbao.